# Cyrtophora exanthematica
Cyrtophora exanthematica är en spindelart som först beskrevs av Carl Ludwig Doleschall 1859.  Cyrtophora exanthematica ingår i släktet Cyrtophora och familjen hjulspindlar. Inga underarter finns listade i Catalogue of Life.